# Maoricrypta kopua
Maoricrypta kopua är en snäckart som beskrevs av B.A. Marshall 2003. Maoricrypta kopua ingår i släktet Maoricrypta och familjen toffelsnäckor. Inga underarter finns listade i Catalogue of Life.